# Jevenstedt
Jevenstedt est une commune de l'arrondissement de Rendsburg-Eckernförde, Land de Schleswig-Holstein.

## Géographie
La commune comprend les quartiers d'Altenkattbek, Barkhorn, Bramkamp, Dammstedt, Jevenstedterteich, Kolshorn, Kreuzkoppel, Nienkattbek, Pollhorn, Schwabe et Spannan.
Située près de Rendsburg et du canal de Kiel, elle se trouve sur la Bundesstraße 77, au bord du parc naturel d'Aukrug, composé de champs et de prairies, de landes, tourbières, étangs et ruisseaux. Le Jevenau passe dans la commune.

## Histoire
Une colonisation depuis l'âge du fer est prouvée par l'invention d'une urne funéraire.
Le village se situe sur un chemin historique, le Hærvejen.
La première mention écrite date de 1190 sous le nom de "Gjievenstedt", la ville sur Gjieve ; Gjieve est l'ancien nom du Jevenau. Le village se situe à l'origine dans une zone boisée. Ce bois disparaît au cours du XVIIe siècle avec l'expansion de la ville de Rendsburg.
En 1559, le roi Christian II de Danemark rend visite au village pour une consultation sur la conquête de la Dithmarse.
Durant la guerre de Trente Ans, le Jevenau est la limite du siège de la forteresse de Rendsburg. Lorsque Wallenstein veut expulser le village vers le Hærvejen, il s'attire la colère de la population et met le feu aux habitations pour les faire partir.
Le 31 janvier 1864, le prince Frédéric Guillaume de Prusse tient son premier quartier général lors de la guerre des Duchés.